# Salud en México
El sector salud en México ha sufrido transformaciones muy importantes a través del tiempo. La esperanza de vida desde los años 50 a la fecha ha aumentado en 28 años y actualmente nos encontramos en una transición epidemiológica, donde, por un lado, se mejoró el combate de enfermedades infecciosas, transmisibles y parasitarias, pero por otro, vivimos la aparición y embate de las enfermedades crónicas, como la diabetes mellitus, que ha tenido un crecimiento de 300% de los años 80 la fecha y ha visto cuatro veces multiplicada la tasa de mortalidad.

## Datos Globales
Según datos del año 2016 de la Organización Mundial de la Salud en México.
- La esperanza de vida es de 73 años en hombres y 76 en mujeres con un promedio de 76 años en general.
- El índice de fallecimientos en niños menores de 5 años por cada 1,000 es de 17.
- El índice de fallecimientos antes y durante el parto es de 85 por cada 100,000 nacimientos.
- El índice de fallecimientos entre los 15 a los 59 años es de 122 por cada 1,000 habitantes.
- El índice de contagios del virus de la inmunodeficiencia humana es de 3 por cada 1,000 habitantes.
- El índice de contagios de tuberculosis es de 19 por cada 100,000 habitantes.

## Mortalidad en México
Durante el 2010, se reportaron en todo el territorio lo cual representa una  tasa general de mortalidad de ~5.27 por cada 1, 000 hab. 
En ese mismo año, el estado con mayor cantidad de muertes registradas fue el Estado de México con 68, 286 defunciones (tasa de mortalidad general de ~4.4996 por cada 1, 000 hab.), seguido por el  Distrito Federal con 55, 106 (tasa de mortalidad general de ~6.22 por cada 1, 000 hab.) y después por Jalisco con 39, 185 defunciones (tasa de mortalidad general de ~5. 33 por cada 1, 000 hab.). Por otra parte el estado que menos defunciones reportó fue Baja California Sur con 2, 434 (tasa de mortalidad general de ~3.82 por cada 1, 000 hab.), seguido por Colima con 3, 223 (tasa de mortalidad general de ~4.95 por cada 1,000 hab.) y Campeche con 3, 820 (tasa de mortalidad general de ~4.64 por cada 1, 000 hab.).

### Indicadores
Según datos del Banco Mundial la tasa de mortalidad bruta en México ha experimentado pocas variaciones desde 1980; ha permanecido constante en ~5 por cada 1,000 habitantes de 1990 hasta 2010, previamente en 1989 este indicador se encontraba en ~6 por cada 1, 000 habitantes y, en 1980 y 1981 en ~7 por cada 1,000 hab.
Según el informe del 2012 de la OMS, la esperanza general de vida en México se encuentra en la media para la  Región de las Américas (tanto la esperanza de vida promedio en México como en la región de América es de 76 años); es superior al promedio de los países con ingresos medio-altos (71 años) pero inferior a la de los países con ingresos altos (80 años). La esperanza de vida después de los 60 años es ligeramente menor en México que el promedio para la región de América (21 años para México comparados con 22 años para toda América), pero es considerablemente superior al promedio de los países de ingreso medio-alto (16 años) y nuevamente inferior al de los países con ingresos altos (24 años). Con respecto a los demás indicadores enlistados más abajo todos se presentan por debajo de la media mundial (lo que es positivo) pero no alcanzan el mínimo registrado; todos,- con excepción de la tasa de mortalidad en menores de un año, que se encuentra justo en la media,- son ligeramente mejores que las medias para la región de América; de igual manera todos son mejores que los promedios registrados en países de ingresos medio-altos pero no así con respecto a los de los países de ingresos altos.
| Indicador | OMS (2012)                   | OPS (2012)  | Banco Mundial (2010) | OCDE (2010) | Fuente nacional oficial: INEGI (2011) |
| --- | ---------------------------- | ----------- | -------------------- | ----------- | ------------------------------------- |
| Tasa bruta de mortalidad (por cada 1, 000 hab.)                                                                         | - - -                        | 4.78        | 5                    | - - -       | 5                                     |
| Esperanza de vida al nacer en ambos sexos (años)                                                                        | 76 a                         | 77.24       | 77                   | 75.5        | 75.6                                  |
| Esperanza de vida a los 60 años en ambos sexos (años)                                                                   | 21 a                         | - - -       | - - -                | - - -       |                                       |
| Tasa de morti-natalidad (por cada 1, 000 nacimientos en total)                                                          | 5 a                          | - - -       | - - -                | - - -       |                                       |
| Tasa de mortalidad neonatal (por cada 1, 000 nacidos vivos)                                                             | 7 b                          | - - -       | - - -                | - - -       |                                       |
| Tasa de mortalidad en menores de un año (probabilidad de morir antes de cumplir un año por cada 1, 000 nacidos vivos)   | 14 b                         | - - -       | 14                   | 14.7 a      | ~13.92 a c                            |
| Tasa de mortalidad en menores de 5 años (probabilidad de morir antes de cumplir 5 años por cada 1, 000 nacidos vivos)   | 17 b                         | 17.22       | 17                   | - - -       |                                       |
| Tasa de mortalidad en adultos dependiente de género (probabilidad de morir entre los 15 y 60 años por cada 1, 000 hab.) | Hombres: 157 a Mujeres: 88 a | - - - - - - | - - - - - -          | - - - - - - |                                       |
| Razón de mortalidad materna (por cada 100, 000 nacidos vivos)                                                           | 50 b                         | - - -       | 50                   | - - -       |                                       |

Notas:
- a El dato corresponde al 2009.
- b El dato corresponde al 2010.
- c La cifra es el resultado de aplicar la fórmula de tasa bruta de mortalidad = (defunciones en menores de un año de edad/nacimientos registrados, población total con menos de un año)1,000. Defunciones en menores de 1 año en 2009 = 28, 988 (Cuadro 2.14, 1ª parte, en la referencia). Nacimientos registrados, población total con menos de un año en 2009 = 2`081,501 (Cuadro 2.6 de la referencia)

### Clasificación de las principales causas de muerte en México
La principal causa de muerte en México es la diabetes mellitus, principalmente la tipo 2. Las causas de muerte en México son principalmente enfermedades no transmisibles (ENT), según la Organización Mundial de la Salud la probabilidad de morir de una ENT entre los 30 y 70 años de edad en México es de entre el 20 y el 24%.
- Principales causas de muerte durante el 2008 en México[14]

| Causa                                                    | Defunciones | Tasa (defunciones por cada 100,000 hab.) | Porcentaje (%) |
| -------------------------------------------------------- | ----------- | ---------------------------------------- | -------------- |
| 1. Diabetes mellitus                                     | 75,572      | 70.8                                     | 14             |
| 2. Cardiopatías isquémicas                               | 59,579      | 55.8                                     | 11.1           |
| 3. Enfermedad cerebrovascular                            | 30, 212     | 28.3                                     | 5.6            |
| 4. Cirrosis y otras hepatopatías                         | 28,422      | 26.6                                     | 5.3            |
| 5. Enfermedad pulmonar obstructiva crónica               | 20,565      | 19.3                                     | 3.8            |
| 6. Accidentes automovilísticos                           | 16,882      | 15.8                                     | 3.1            |
| 7. Hipertensión y síndromes asociados                    | 15,694      | 14.7                                     | 2.9            |
| 8. Infecciones respiratorias agudas bajas                | 15,096      | 14.2                                     | 2.8            |
| 9. Ciertas afecciones originadas en el periodo perinatal | 14,767      | 13.8                                     | 2.7            |
| 10. Homicidios                                           | 13,900      | 13.0                                     | 2.6            |
| 11. Nefritis y nefrosis                                  | 12,592      | 11.8                                     | 2.3            |
| 12. Malnutrición calórico-proteíca a                     | 8,310       | 7.8                                      | 1.5            |
| 13. Neoplasias del sistema respiratorio                  | 6,697       | 6.3                                      | 1.2            |
| Otras causas con menos del 1%                            | 34,416      | 32.3                                     | 6.4            |
| Causas mal definidas                                     | 10,514      | 9.9                                      | 2.0            |

- Principales causas de muerte según grupos de edad en el 2008 en México

| Posición | Menores de 1 año                                           | Edad preescolar (1-4 años)                    | Edad escolar (5-14 años)                    | Edad productiva (15-64 años) | Edad pos-productiva (65 años y más) |
| -------- | ---------------------------------------------------------- | --------------------------------------------- | ------------------------------------------- | ---------------------------- | ----------------------------------- |
| 1.       | Ciertas afecciones generadas en el periodo perinatal (50%) | Enfermedades infecciosas intestinales (8%)    | Accidentes automovilísticos (13.4%)         |                              |                                     |
| 2.       | Malformaciones congénitas del corazón (9.6%)               | Infecciones respiratorias agudas bajas (7.8%) | Leucemia (8.7%)                             |                              |                                     |
| 3.       | Infecciones respiratorias agudas bajas (5.8%)              | Accidentes automovilísticos (7.4%).           | Ahogamiento y sumersión accidentales (4.8%) |                              |                                     |
| 4.       | Enfermedades infecciosas intestinales (2.5%)               | Malformaciones congénitas del corazón (6.8%)  | Suicidio (2.9%)                             |                              |                                     |
| 5.       | Malnutrición calórico-proteica a (1.5%)                    | Ahogamiento y sumersión accidentales (5.1%)   | Homicidio (2.9%)                            |                              |                                     |
| - - -    | Otras causas (28.8%)                                       | Otras causas                                  | Otras causas (66.1%)                        | Otras causas                 | Otras causas                        |
| - - -    | Causas mal definidas (1.8%)                                | Causas mal definidas (1.7%)                   | Causas mal definidas (1.2%)                 | Causas mal definidas         | Causas mal definidas                |

Notas:
- a Este término se refiere tanto al kwashiorkor como al marasmo (el segundo está asociado a tiempos prolongados de inanición, mientras que el primero es resultado de un menor ingreso proteíco durante estados de estrés (enfermedades agudas y letales, enfermedades crónicas que incluyen respuestas inflamatorias de fase aguda)).[20]

### Principales problemas de salud en México
- Obesidad: El mayor problema de salud pública en México es la obesidad; este mal afecta a alrededor de 70 millones de mexicanos, convirtiendo a México en el país más obeso del mundo; según datos de la OMS, la obesidad y sus complicaciones absorben alrededor del 10% del presupuesto destinado a salud en México.[21] México no solo ocupa el primer lugar a nivel mundial en obesidad en el adulto sino que también en obesidad infantil; más de 4 millones de niños en México son obesos.[22] En 2012, un estudio realizado en la UNAM develó que todos los mexicanos, y latinos en general, de ascendencia nativo americana o mestiza amerindia-europea, que son la gran mayoría, tienen una predisposición genética hacia la obesidad; los investigadores encontraron que estos grupos étnicos poseen una variante en el gen que codifica para el transportador de colesterol ABCA1, esta variación se traduce en un disminución en los niveles séricos de  colesterol HDL (colesterol "bueno").[23]
- Diabetes mellitus tipo 2: La DM-2 es la principal causa de muerte en México. Desde 1998, tenía una tasa de mortalidad de 43.3 defunciones por cada 100,000 hab., lo que representaba 9.4% de todas las defunciones,[24] para el 2002 la tasa de mortalidad por DM-2 era de 53.2 muertes por cada 100,000 hab.,[25] y para el 2008 ya alcanzaba una tasa de mortalidad de 70.8 defunciones por cada 100,000 hab., representando el 14% de todas las muertes.[14] Según un estudio de casos y controles en 2010, la estimación de casos a nivel nacional era de 7,31 millones de enfermos.[25] Oficialmente la prevalencia de DM-2 en México para adultos mayores de 20 años es de 7.5%; cada año se reportan alrededor de 400,000 casos nuevos.[26] Se ha logrado identificar un gen asociado a DM-2 en poblaciones de ascendencia mexicana en Estados Unidos, este gen es el PPARG que codifica para un receptor hormonal involucrado en la diferenciación y proliferación de los adipocitos, las poblaciones estudiadas presentaban un alelo mutante, se cree que esta mutación puede explicar hasta el 25% de los casos en esta población.[27] Las causas pueden ser diversas, además de las ya generalmente conocidas. Si bien existe una relación directa entre factores individuales y hereditarios, en México, el padecimiento de DM-2 podría estar asociado también al tamaño de la comunidad o de las localidades en las que vive la población adulta. Informes y estudios recientes han permitido identificar una relación importante entre el tamaño de las localidades en las que viven adultos mayores de 50 años, y las probabilidades de padecer diabetes. De acuerdo con esto, la probabilidad de tener diabetes aumenta a medida que las personas viven en grandes comunidades.[28]
- Cardiopatías isquémicas: Representan la segunda causa de muerte en el país (véase más arriba en este mismo artículo). Según un estudio de cohortes efectuado en la Ciudad de México en el 2009, en grupos de bajo estrato social, la incidencia de infarto al miocardio era de 6.6 por cada 1,000 hab./año en los hombres y de 4.8 por cada 1,000 hab./año en las mujeres. Las altos niveles de incidencia y prevalencia de enfermedades isquémicas del corazón en México y el mundo están directamente relacionadas con el aumento de la prevalencia e incidencia de factores de riesgo para éstas (obesidad, diabetes mellitus, dislipidemía, etc.).[29]
- Arteriosclerosis
- Síndrome metabólico: Esta enfermedad puede considerarse como un conjunto de signos que constituyen factores de riesgo para enfermedad cardio-vascular y diabética, entre ellos- pero no única o forzosamente- resistencia insulínica periférica, hipercolesterolemia, hipertrigliseridemia, obesidad central e hipertensión arterial entre otros.[30] En un estudio de casos y controles efectuado en la Ciudad de México durante el 2010, se concluyó que la prevalencia de síndrome metabólico en adolescentes de entre 12 y 16 años,- era de 12.5%, 11.5% para hombres y 13.5% para mujeres.[31]
- Hipertensión
- Cáncer cervicouterino
- Cáncer de mama
- Dengue
- Influenza
- Disentería amebiana

## Instituciones de atención médica

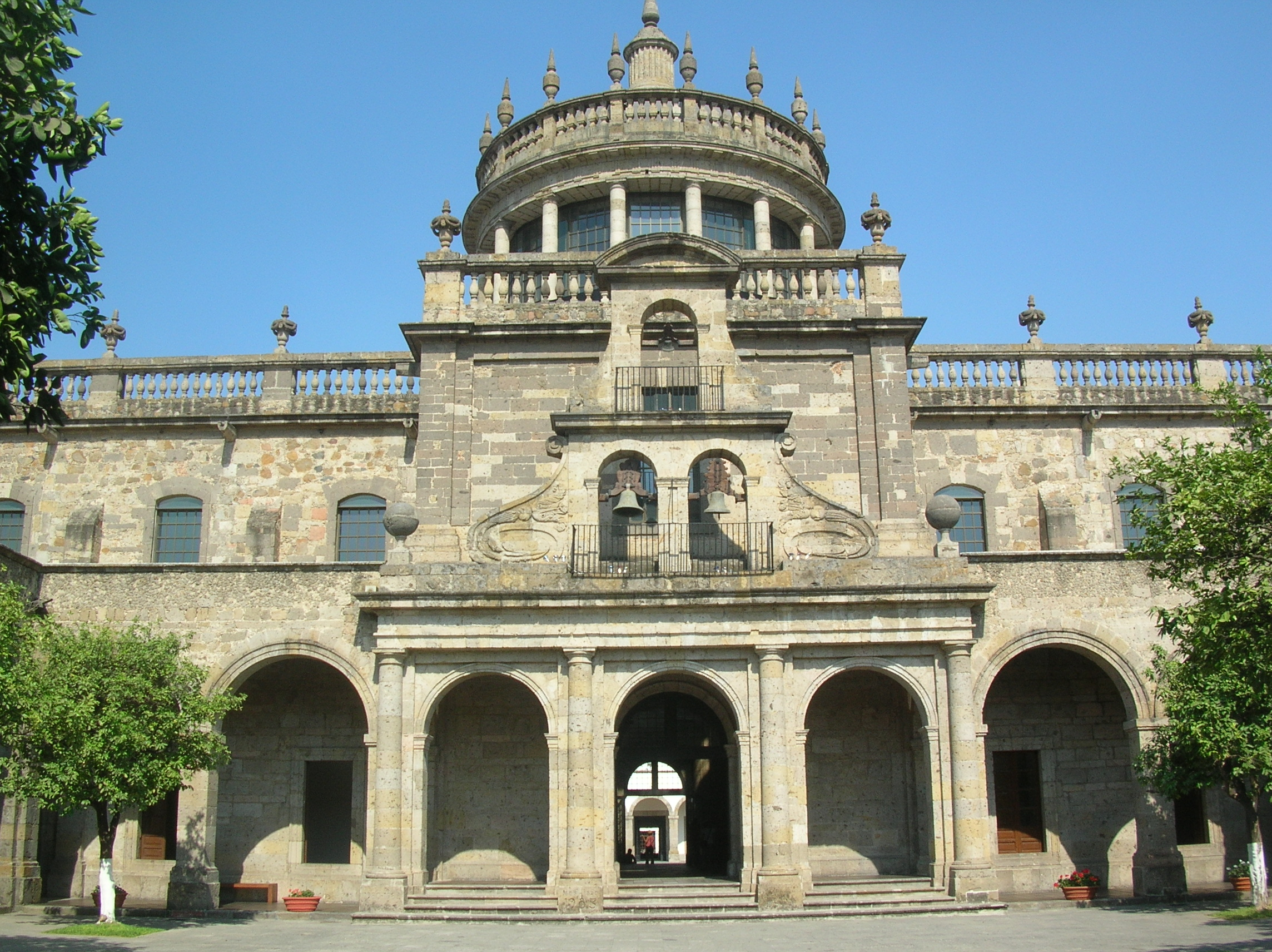
El Hospicio Cabañas, en Guadalajara, Jalisco, ha sido declarado "Patrimonio de la Humanidad" por la UNESCO.

### Secretaría de Salud
Se encuentra dividida en institutos nacionales, hospitales federales de referencia y hospitales regionales de alta especialidad.

### Institutos nacionales

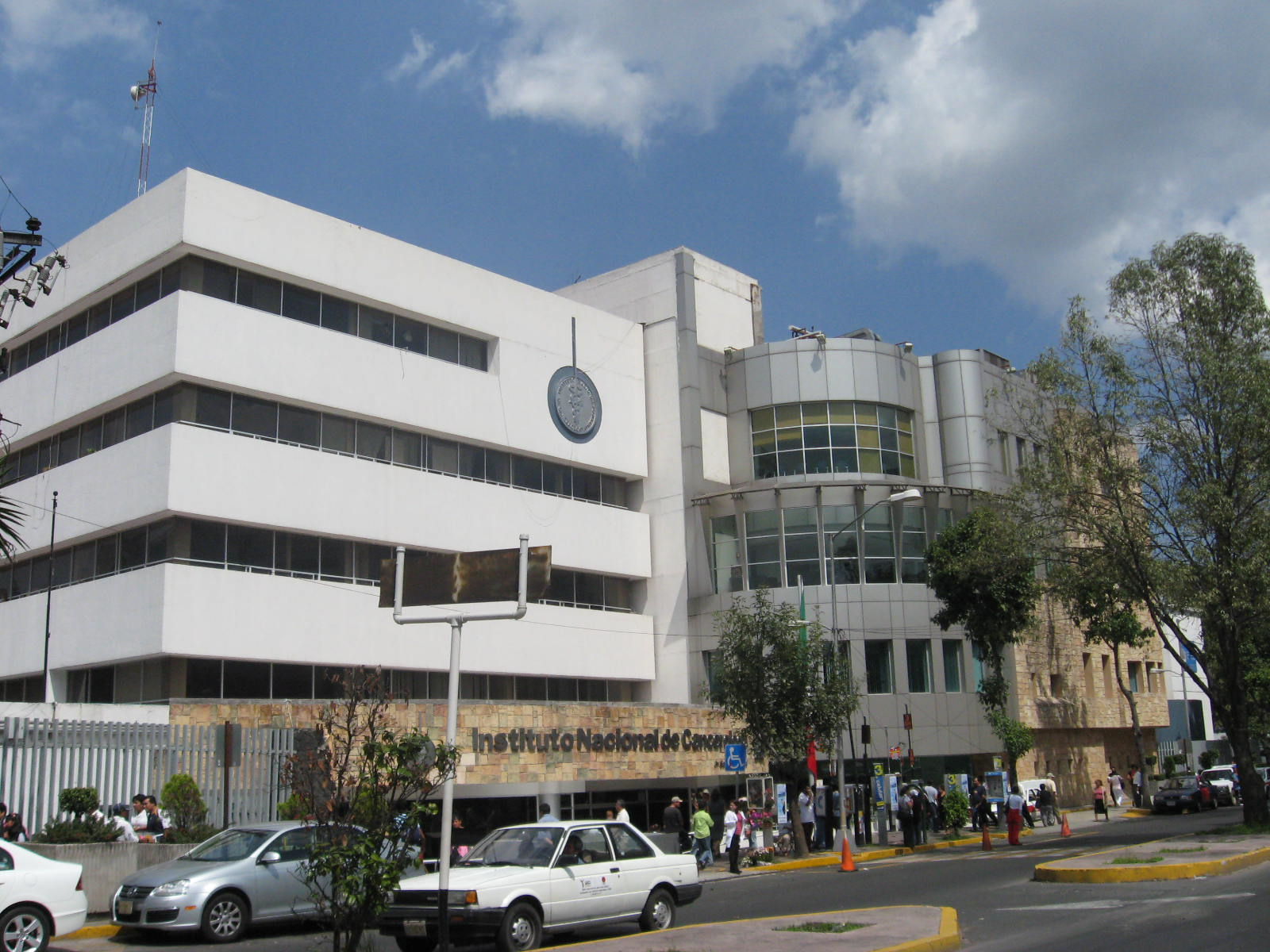
El Instituto Nacional de Cancerología es uno de los trece institutos nacionales de salud.

Son trece los institutos nacionales encargados de proveer salud de alta especialidad a la población, así como la formación y capacitación de especialistas en su ramo. a continuación un listado de los institutos.
- Instituto Nacional de Cancerología
- Instituto Nacional de Cardiología
- Instituto Nacional de Ciencias Médicas y Nutrición
- Instituto Nacional de Enfermedades Respiratorias
- Instituto Nacional de Medicina Genómica
- Instituto Nacional de Neurología y Neurocirugía
- Instituto Nacional de Pediatría
- Instituto Nacional de Perinatología
- Instituto Nacional de Salud Pública
- Instituto Nacional de Rehabilitación
- Instituto Nacional de Geriatría
- Hospital Infantil de México

### Hospitales Federales de Referencia
Estos hospitales proveen atención en la zona central del país.
- Hospital de la Mujer
- Hospital General de México
- Hospital Dr. Manuel Gea González
- Hospital Juárez de México
- Hospital Juárez del Centro
- Hospital Nacional Homeopático

### Hospitales Regionales de Alta Especialidad
- Hospital Regional de Alta Especialidad de Veracruz[34]
- Centro Regional de Alta Especialidad de Chiapas
- Hospital Regional de Alta Especialidad de Ciudad Victoria, "Hospital Bicentenario 2010"
- Hospital Regional de Alta Especialidad de la Península de Yucatán
- Hospital Regional de Alta Especialidad de Oaxaca
- Hospital Regional de Alta Especialidad del Bajío
- Hospital Regional de Alta Especialidad de Ixtapaluca

## Instituto Mexicano del Seguro Social
El Instituto Mexicano del Seguro Social es la mayor institución de seguridad social del país este se compone de empleados del sector privado con un régimen de aportación tripartita esto significa que su presupuesto se compone de aportaciones del estado, patrones y trabajadores, para el año 2001 contaba en resumen con más de 1,781 unidades médicas, 14,267 consultorios, 28,334 camas censables, 2,360 laboratorios, 982 quirófanos, y para abril de 2011 contaba con más de 46,824,432 de derechohabientes, tomando esto como una comparativa el número de afiliados es superior a la población de España en el año 2011.

Logotipo del IMSS.

## Instituto de Seguridad y Servicios Sociales de los Trabajadores del Estado
El Instituto de Seguridad y Servicios Sociales de los Trabajadores del Estado es la segunda mayor institución de seguridad social en el país esta se compone de empleados del estado, para diciembre de 2009 contaba con 11,589,483 derechohabientes, tomando esto como una comparativa el número afiliados es similar a la población de Grecia en el año 2011.

## IMSS Bienestar
El IMSS Bienestar tiene por objeto proveer y garantizar la prestación gratuita de servicios de salud, medicamentos y demás insumos asociados a las personas sin seguridad social, así como impulsar, en coordinación con la Secretaría de Salud en su calidad de órgano rector, acciones orientadas a lograr una adecuada integración y articulación de las instituciones públicas del Sistema Nacional de Salud

## Petróleos Mexicanos
Petróleos Mexicanos (Pemex) es uno de los principales generadores de riqueza en el país, para el año 2010 contaba con más de 153,404 empleados, Pemex Servicios Médicos atiende a empleados y derechohabientes, cuenta con los siguientes centros de atención a la salud:
- 2 Hospitales Centrales
- 12 Hospitales Generales
- 6 Hospitales Regionales
- 3 Clínicas-Hospitales
- 4 Clínicas
- 31 Unidades Médicas

Según datos de Pemex Servicios Médicos cuenta con: 958 camas censables, 22 laboratorios clínicos, 10 laboratorios de patología, 32 salas de radiología, 27 salas de parto, 50 salas quirúrgicas, 8 bancos de sangre, 1,538 cubículos y 44 farmacias.

## Instituciones de salud de la Secretaría de la Defensa Nacional
En cuanto a las Fuerzas Armadas de México, la Secretaría de la Defensa Nacional (Sedena) cuenta con su propio sistema de salud, que atiende al personal de las Fuerzas Armadas, personal de Banjercito y derechohabientes. Este sistema consiste en un Hospital Central Militar, clínicas del ejército, unidades de consulta externa y clínicas de sección sanitaria.